# 李離
李离（？—？），中国春秋时期晋国狱官、循吏。

## 生平
李离为晋国狱官，因为误听属下的话错杀了人，想以死抵罪。晋文公认为责任在他的属下，而不是他的罪过。但李离执法严格，伏剑自杀。钱穆认为李离是战国初年的李悝，李离和晋文公的故事，应该是李悝和魏文侯的故事。

## 延伸阅读
[在维基数据编辑]
 《史記/卷119》，出自司馬遷《史記》